# Tage Erlander
Tage Fritjof Erlander (tiếng Thụy Điển: [ˈtɑ̂ːgɛ ɛˈɭǎnːdɛr] ⓘ; 13 tháng 6 năm 1901 – 21 tháng 6 năm 1985) là chính trị gia người Thụy Điển và giữ chức Thủ tướng Thụy Điển từ năm 1946 đến năm 1969. Ông là lãnh đạo Đảng Dân chủ Xã hội Thụy Điển và chính phủ nhiệm kỳ liên tiếp trong 23 năm, lâu nhất trong bất kỳ nền dân chủ nào. Điều này dẫn đến việc Erlander được gọi là "Thủ tướng dài nhất Thụy Điển" đề cập đến cả tầm vóc của ông - 192 cm, hoặc 6 feet và 3,5 inch - và nhiệm kỳ (từ tiếng Thụy Điển  lång  có nghĩa là cả  dài  và cao).